# Ildved Sogn

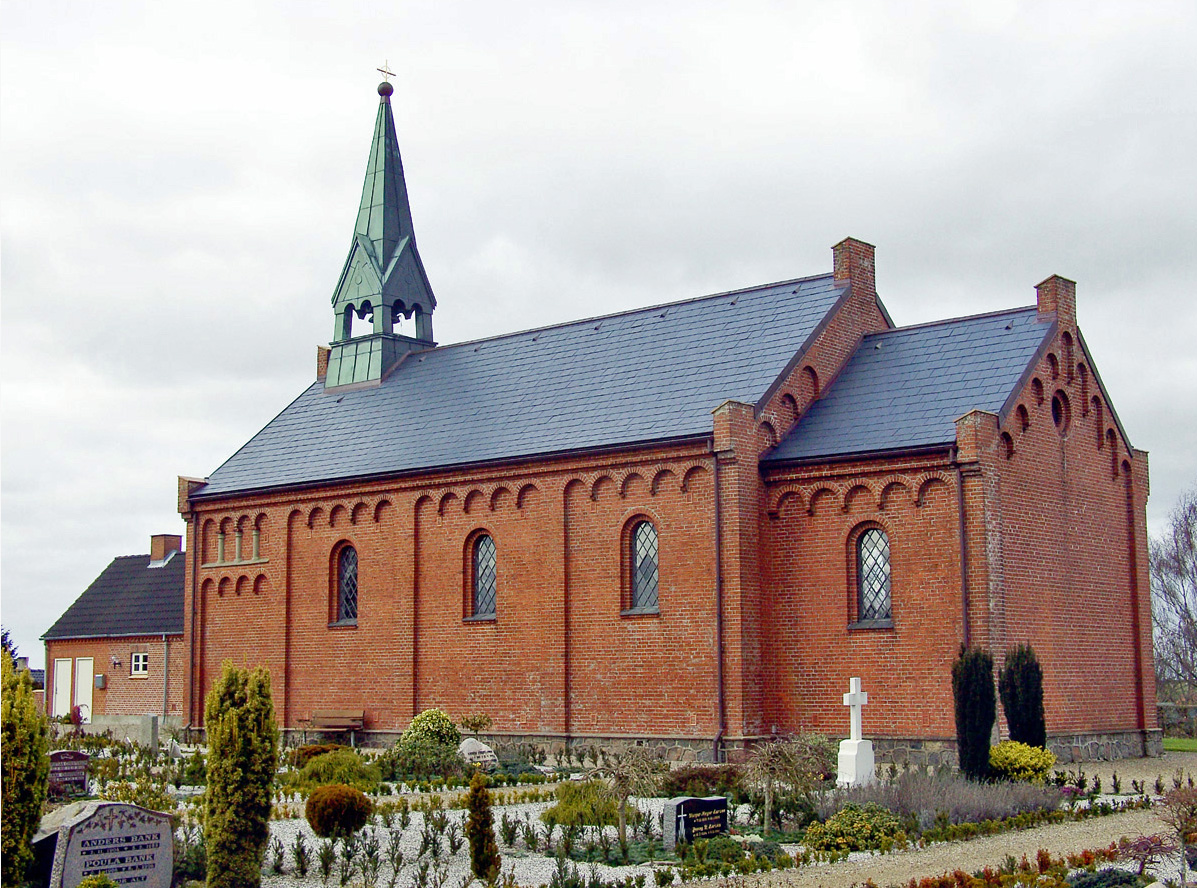
Ildved Kirche

Ildved Sogn (bis 1. Oktober 2010: Ildved Kirkedistrikt  (dt.: Kirchenbezirk) im Hvejsel Sogn) ist eine ehemalige Kirchspielsgemeinde (dän.: Sogn)  im südlichen Dänemark. Bis zum 1. Oktober 2010 war sie lediglich ein Kirchenbezirk im Hvejsel Sogn. Als zu diesem Termin sämtliche Kirchenbezirke Dänemarks aufgelöst wurden, wurde sie ein selbständiges Sogn. Am 1. Oktober 2014 wurde Ildved Sogn wieder mit dem Hvejsel Sogn vereinigt.
Im Kirchspiel lebten am 1. Oktober 2014 598 Einwohner.  Im Kirchspiel liegt die Kirche „Ildved Kirke“.

## Geschichte
Bis 1970 gehörte Hvejsel Sogn zur Harde Norvang Herred im damaligen Vejle Amt, danach zur Jelling Kommune im
erweiterten
Vejle Amt, die im Zuge der  Kommunalreform zum 1. Januar 2007 in der
Vejle Kommune in der Region Syddanmark aufgegangen ist.